# Аббондансьери, Роберто
Роберто Аббондансье́ри (исп. Roberto Abbondanzieri; род. 19 августа 1972[…], Буке, Санта-Фе) — аргентинский футболист, игравший на позиции вратаря.

## Биография
Профессиональный дебют игрока состоялся 6 декабря 1994 года в клубе «Росарио Сентраль», в составе которого он в следующем году стал победителем Кубка КОНМЕБОЛ.
По-настоящему знаменитым Аббондансьери стал после победы в Межконтинентальном Кубке с «Бокой Хуниорс» в 2003 году. «Бока» выиграла в серии послематчевых пенальти у «Милана» и одним из героев матча стал в том числе Роберто. После этого он стал кандидатом, а затем и основным вратарём сборной Аргентины.
В 2006—2009 годах выступал за клуб испанской Примеры «Хетафе». В конце января 2009 года было объявлено о возвращении Аббондансьери в «Боку».
В составе сборной Аргентины дебютировал 6 июня 2004 года в матче против Парагвая (0:0). Участник чемпионата мира 2006 года, в четвертьфинальном матче которого получил серьёзную травму после столкновения с немецким нападающим Мирославом Клозе.
Известен как мастер отражения пенальти. За свою манеру передвигаться получил прозвище «Пато» (исп. — утка).
В 2002 году изменил написание своей фамилии Abbondancieri на Abbondanzieri, подчеркнув свои итальянские корни, что позволило ему получить итальянское гражданство.
В 2010 перешёл в бразильский «Интернасьонал», где сразу стал игроком основы. После чемпионата мира 2010 в команду вернулся Ренан, вытеснивший аргентинского ветерана из основного состава. Несмотря на то, что в полуфинале и финале Кубка Либертадорес 2010 играл уже Ренан, вклад в общую победу «Интернасьонала» в этом турнире трудно переоценить. Таким образом, это уже стала четвёртая победа Аббондансьери в главном клубном турнире Южной Америки после трёх триумфов в составе Боки (в первых двух он был дублёром Оскара Кордобы).
В декабре 2010 года Роберто объявил о завершении карьеры, завоевав «бронзу» клубного чемпионата мира 2010 в составе «Интернасьонала». Последней его игрой стал матч за 3-е место на этом неудачном для бразильской команды турнире.

## Достижения
Командные
- Чемпионат Аргентины (6): Ап. 1998, Кл. 1999, Ап. 2000, Ап. 2003, Ап. 2005, Кл. 2006
- Кубок Либертадорес (4): 2000, 2001, 2003, 2010
- Межконтинентальный кубок 2000, 2003
- Кубок КОНМЕБОЛ: 1995
- Южноамериканский кубок (2): 2004, 2005
- Рекопа Южной Америки: 2005

Личные
- Лучший вратарь Южной Америки 2003
- Лучший вратарь Испанской Примеры 2006/07